# Далгакиран Україна
«Далгакиран компресор Україна» — українське представництво турецького холдингу Dalgakiran Kompresor , виробника компресорного обладнання. Головний офіс та виробничі потужності у с. Білогородка, Київської області.
«Далгакиран Україна» виробляє, постачає, обслуговує компресорне обладнання, промислові генератори (в тому числі газові), насоси, системи охолодження, генератори азоту, кисню та інше обладнання для промисловості. Компанія має офіси та сервісні центри у 11 великих містах України.
Член Всеукраїнської Енергетичної Асамблеї. Партнер Інституту загальної енергетики НАН України.

## Історія компанії
Компанія «Далгакиран компресор Україна» була заснована у 2005 році і є офіційним представником міжнародної групи Dalgakiran Kompresor в Україні. Dalgakiran Kompresor — міжнародна компанія, заснована у 1965 році в Туреччині, спеціалізується на виробництві компресорів та обладнання для енергетики. Компанія має чотири офіси по світу: в Туреччині, Україні, Німеччині та США. В Німеччині та США компанія продає преміальну продукцію  під торговою маркою HERTZ KOMPRESSOREN. На початку серпня 2025 Dalgakiran Kompresör виповнилося 60 років. Наразі команія посідає 58 місце у другому рейтингу 500 найбільших промислових підприємств Туреччини, який щорічно оголошує Стамбульська промислова палата (ISO).
У 2021 році «Далгакиран компресор Україна» виграла тендер та працювала на проекті для Вірменської атомної електростанції. Цей проект був започаткований Європейським союзом після трагедії на Фукусімській АЕС. 
Разом з компанією ES Group Europe s.r.o. були виготовлені та запущені в експлуатацію  дизель-генераторні станції.  Випробування обладнання відбулося у Києві, восени 2023 року. У жовтні 2024 року «Далгакиран Україна» закінчила тестування обладнання дизель-генераторів на Вірменській атомній станції та отримала сертифікат якості.
Починаючи з 2016 року компанія «Далгакиран компресор Україна» виграла тендери та поставила мобільні дизель-генераторні станції для всіх діючих АЕС України. Таким чином реалізовувалась більшість ключових постфукусімських проектів на українських АЕС у рамках Комплексної (зведеної) програми підвищення безпеки енергоблоків АЕС України, яка фінансувалася за рахунок кредиту ЄБРР.
У 2021 році «Далгакиран компресор Україна» розпочала будівництво заводу з виробництва енергетичного обладнання. Зокрема, широко затребуваних когенераційних установок. Через початок широкомасштабної війни будівництво було призупинене. 
У 2022 році, після перших атак агресора по енергетиці, коли Міністерство енергетики США підняло питання захисту українських атомних генерацій, «Далгакиран Україна» була обрана для поставки додаткових надпотужних мобільних дизель-генераторних станцій для кожної АЕС. Фінансування цього проекту взяло на себе Міністерство енергетики США.
В кінці лютого 2023 року «Далгакиран компресор Україна» підписала з «Харківводоканалом» договір про постачання обладнання для подачі води, у червні 2023 року були виконані всі роботи.
Виручка ТОВ «Далгакиран компресор Україна» за підсумками 2023 року перевищила 2,7 млрд грн в порівнянні з 2,1 млрд грн у 2022-му, активи на кінець минулого року оцінювалися у понад 2 млрд грн.
В липні 2024 року «Далгакиран компресор Україна» відкрила офіс та власні виробничі потужності (завод) на Київщині. У закінчення всіх будівельних робіт було інвестовано 400 млн гривень. Та створено 50 нових робочих місць.  

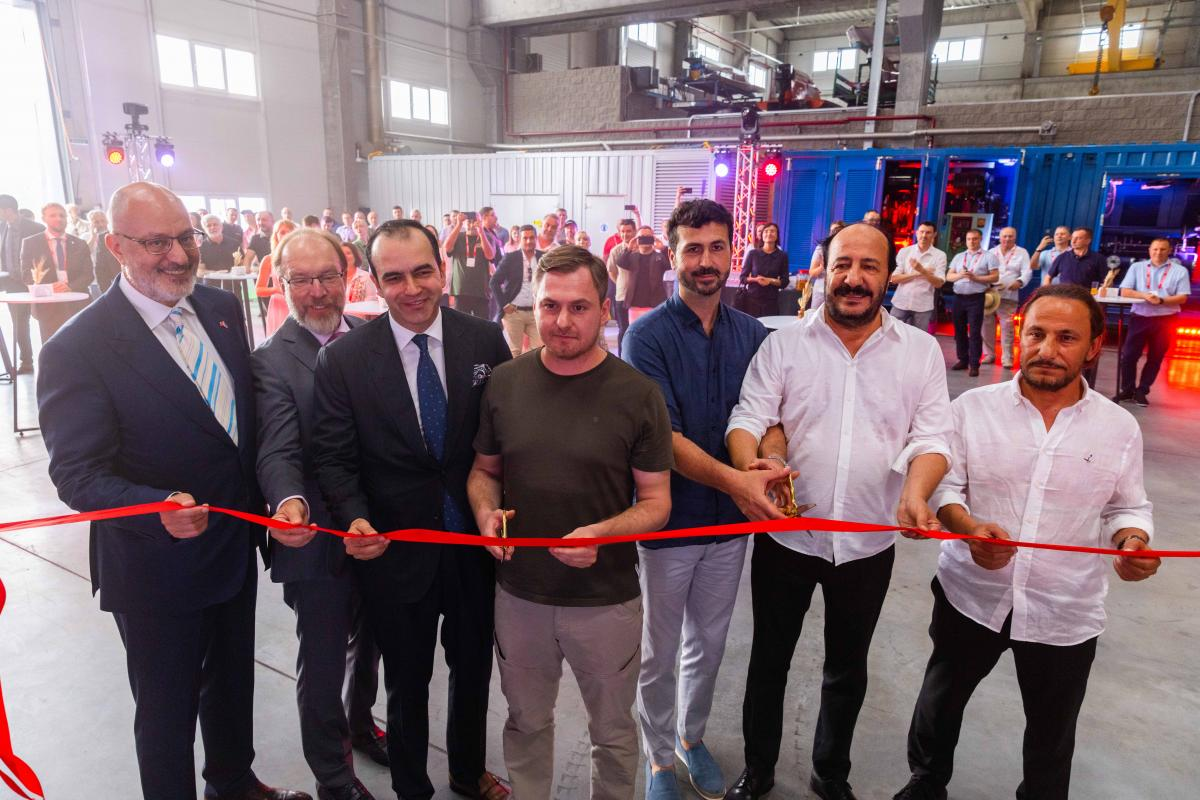
Урочисте відкриття заводу Далгакиран у Білогородці на Київщині

У 2024 році «Далгакиран компресор Україна» підписала меморандум про співпрацю з Київською ОДА та Професійним ліцеєм міста Українка. 
В кінці літа 2024 року компанія розпочала співпрацю з Ощадбанком по наданню кредитування на покупку когенераційних газових установок. 
У жовтні 2024 році ТОВ «Далгакиран компресор Україна» придбала контрольний пакет акцій українського виробника газових компресорів та обладнання для нафтогазової промисловості ТОВ "Сенсі". 
Наприкінці 2024 року компанія поставила Запорізькій області три когенераційні установки, забезпечивши область 7,5МВт резервної потужності для підтримки безперебійної роботи об’єктів критичної інфраструктури. Енергетичне обладнання було придбано коштом ЮНІСЕФ та частково за рахунок місцевого бюджету.  Ще влітку 2024 «Далгакиран» виграла тендер, який було оголошено концерном «Міські теплові мережі» щодо постачання цього обладнання. В січні 2025 голова Запорізької облдержадміністрації Іван Федоров проінспектував об’єкт критичної інфраструктури, де завершується процес пусконалагоджувальних робіт когенераційних установок «Далгакиран».
У 2025 році компанія поставила для підприємства групи «Метінвест» газопоршневу електростанцію потужністю 10 МВт. Установки були доставлені в лютому, у березні та квітні тривали монтажні та пусконалагоджувальні роботи, а 15 квітня об’єкт було введено в експлуатацію. Проєкт "під ключ" реалізовано для заводу "Каметсталь" у Дніпропетровській області.
На початку серпня 2025 року компанії "Далгакиран компресор Україна" виповнилося 20 років.

## Благодійність
На постійній основі співпрацює з TulSun Foundation, фондом підтримки соціально вразливих дітей. На початку 2025 року компанія спрямувала кошти на облаштування укриття для дітей з інвалідністю.

## Відзнаки
- У 2024 році ТОВ «Далгакиран компресор Україна» отримала відзнаку «Бренд промислового енергетичного обладнання року»[25] за версією аналітичного центру «Вибір Країни»[26].

## Галерея

### Вигляд виробничих потужностей

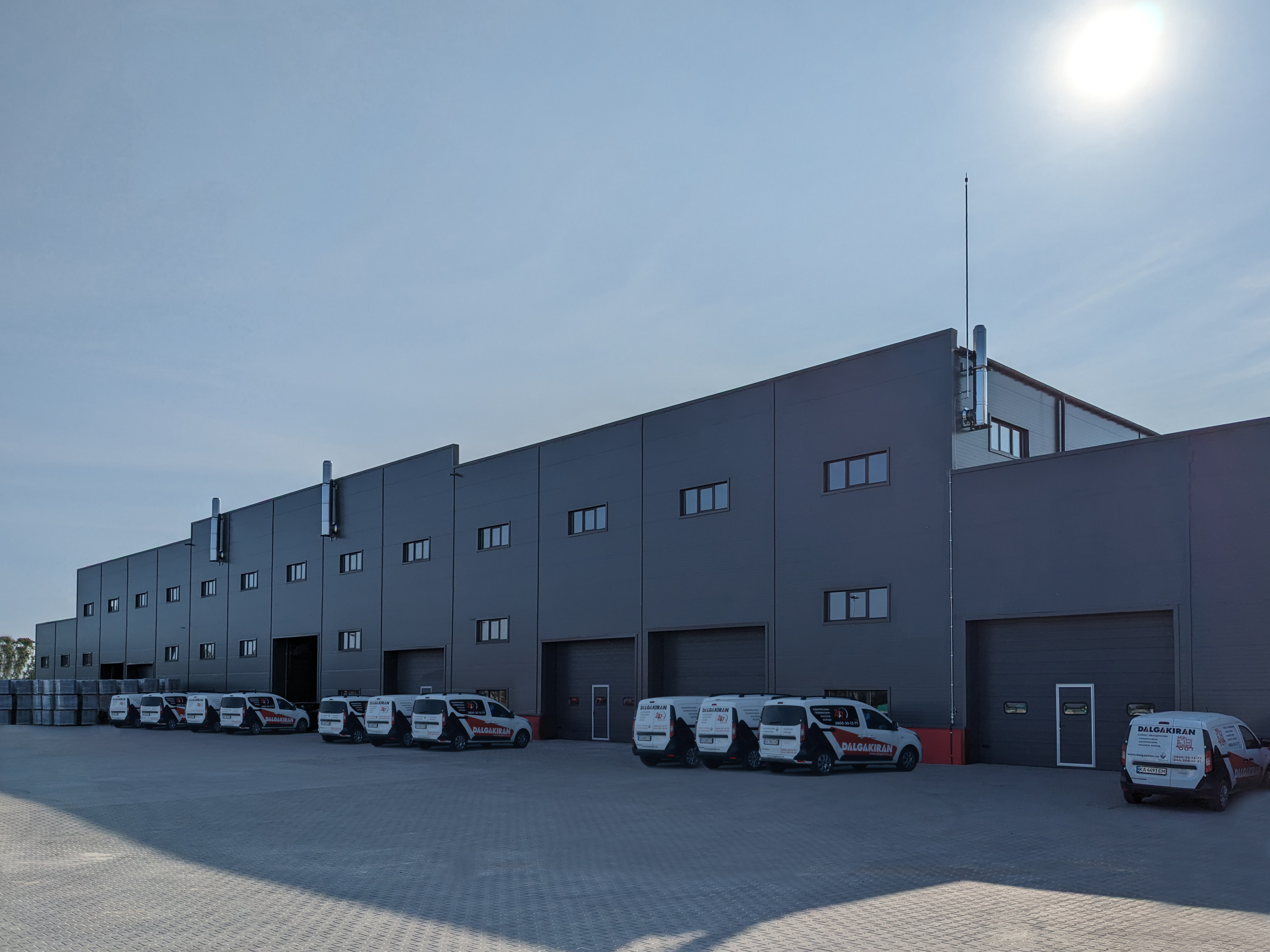
Завод Далгакиран
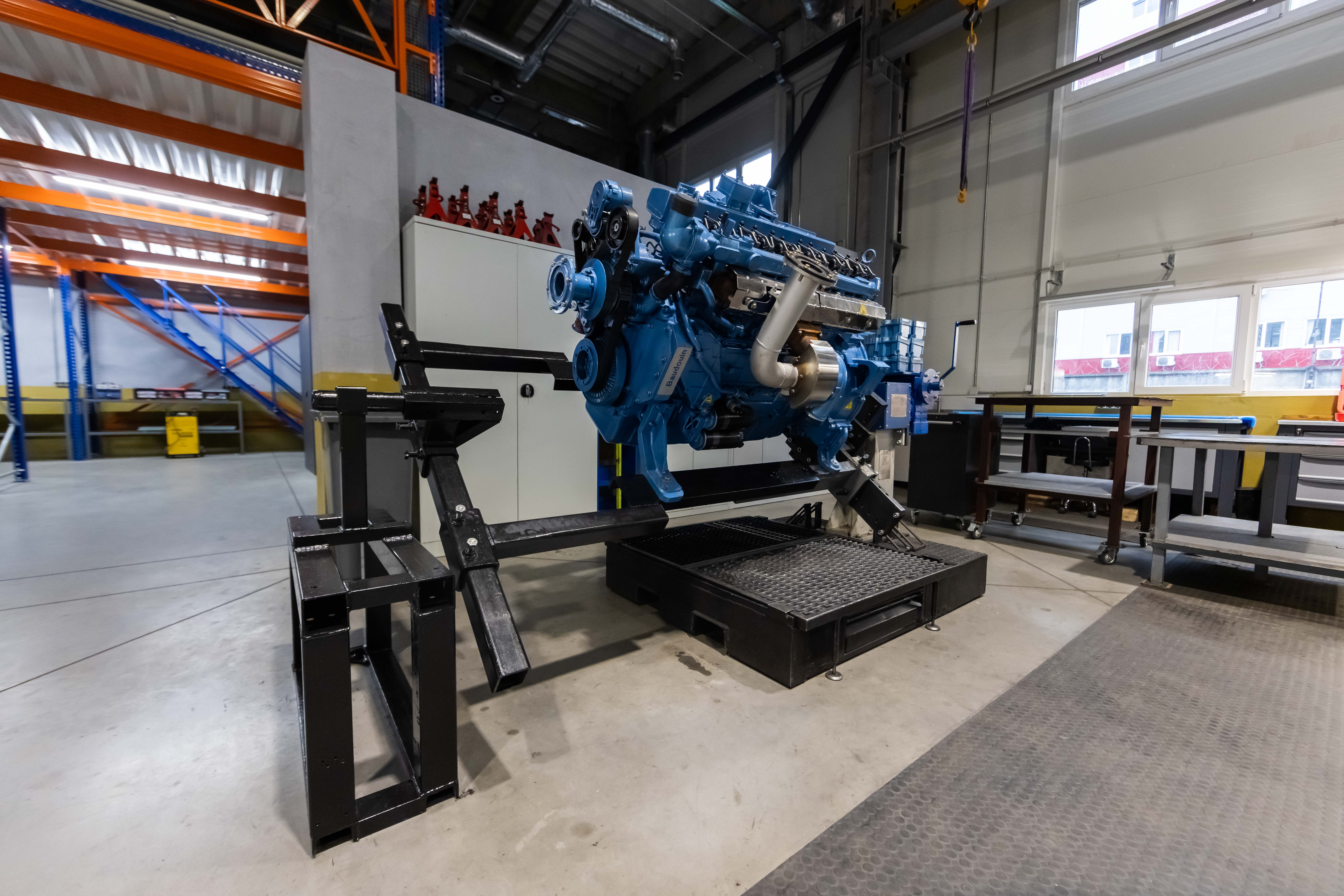
Сервіс генераторного обладнання
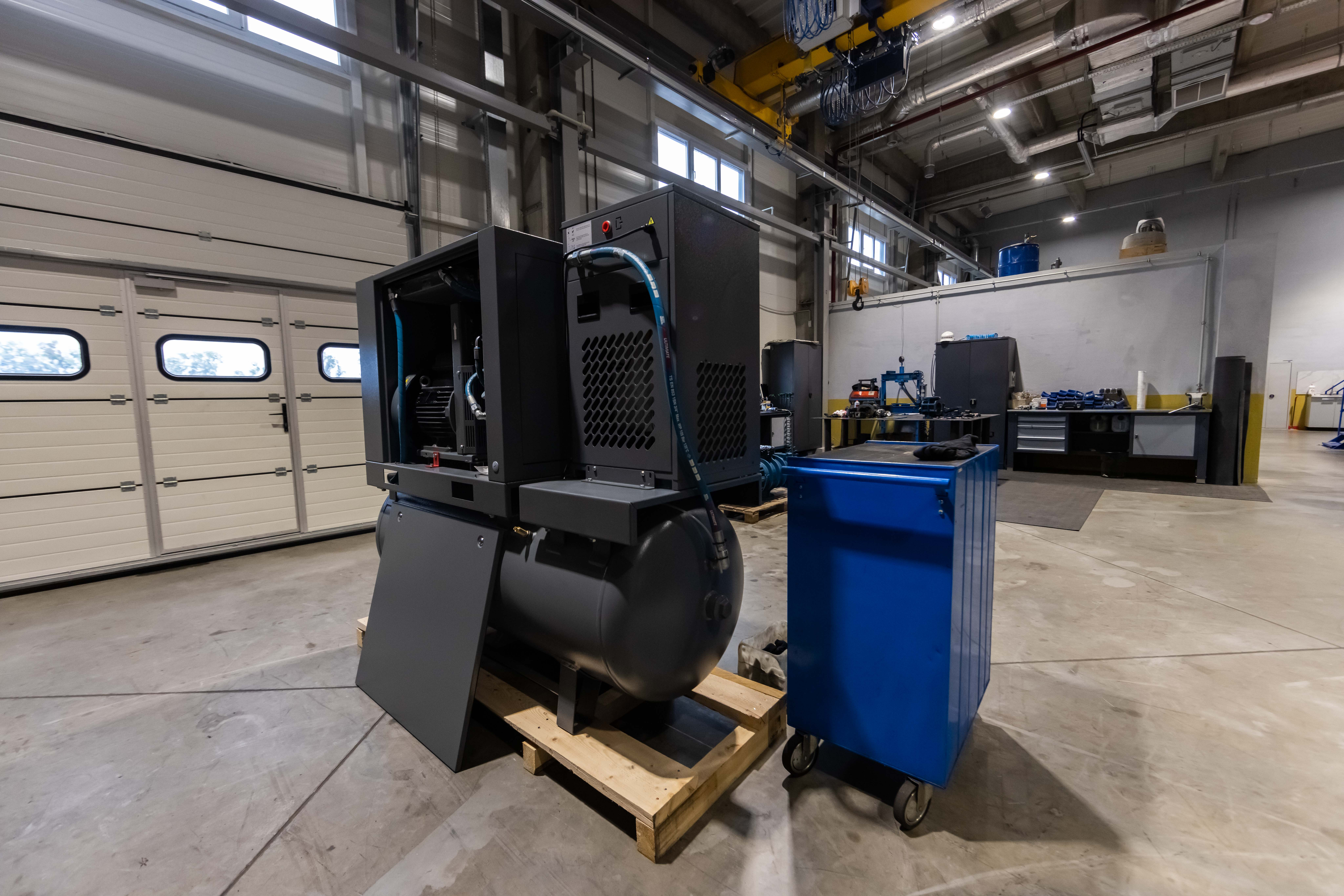
Сервіс компресорного обладнання
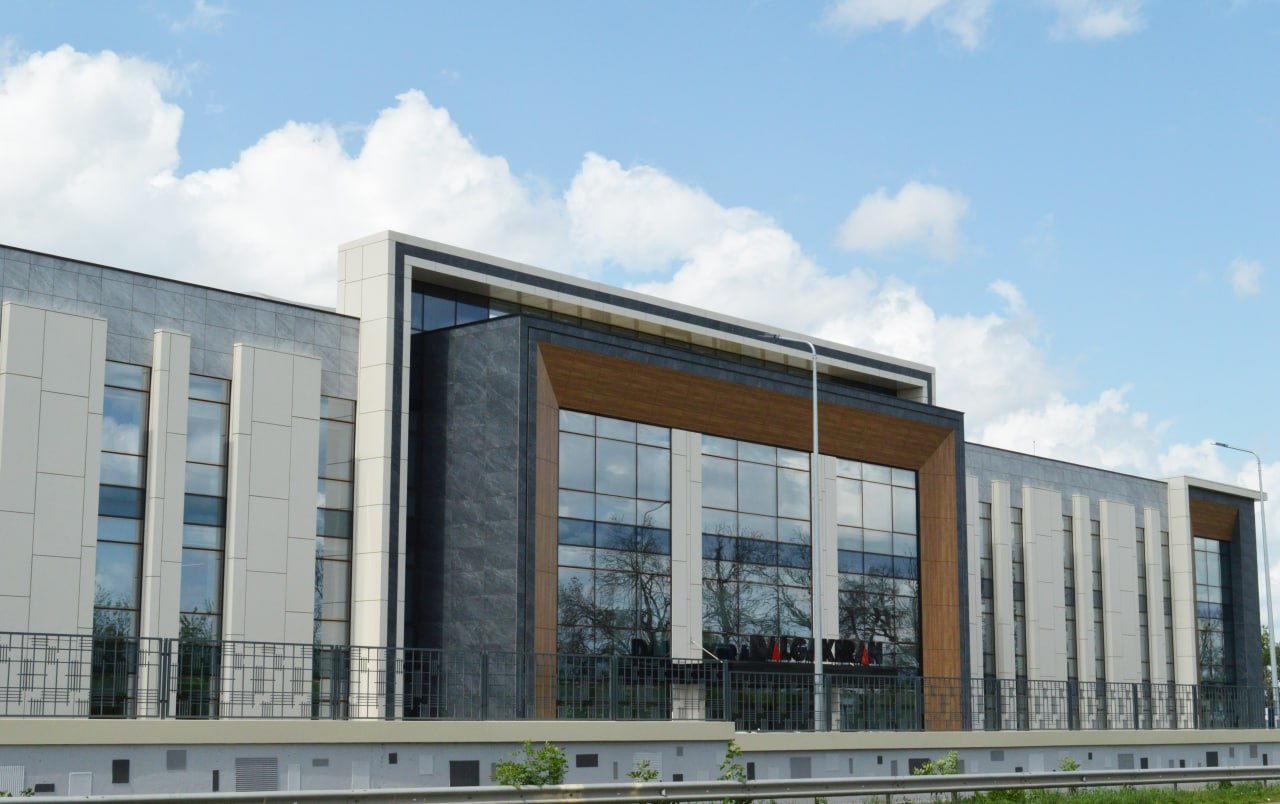
Головний офіс компанії Далгакиран

### Склад готової продукції

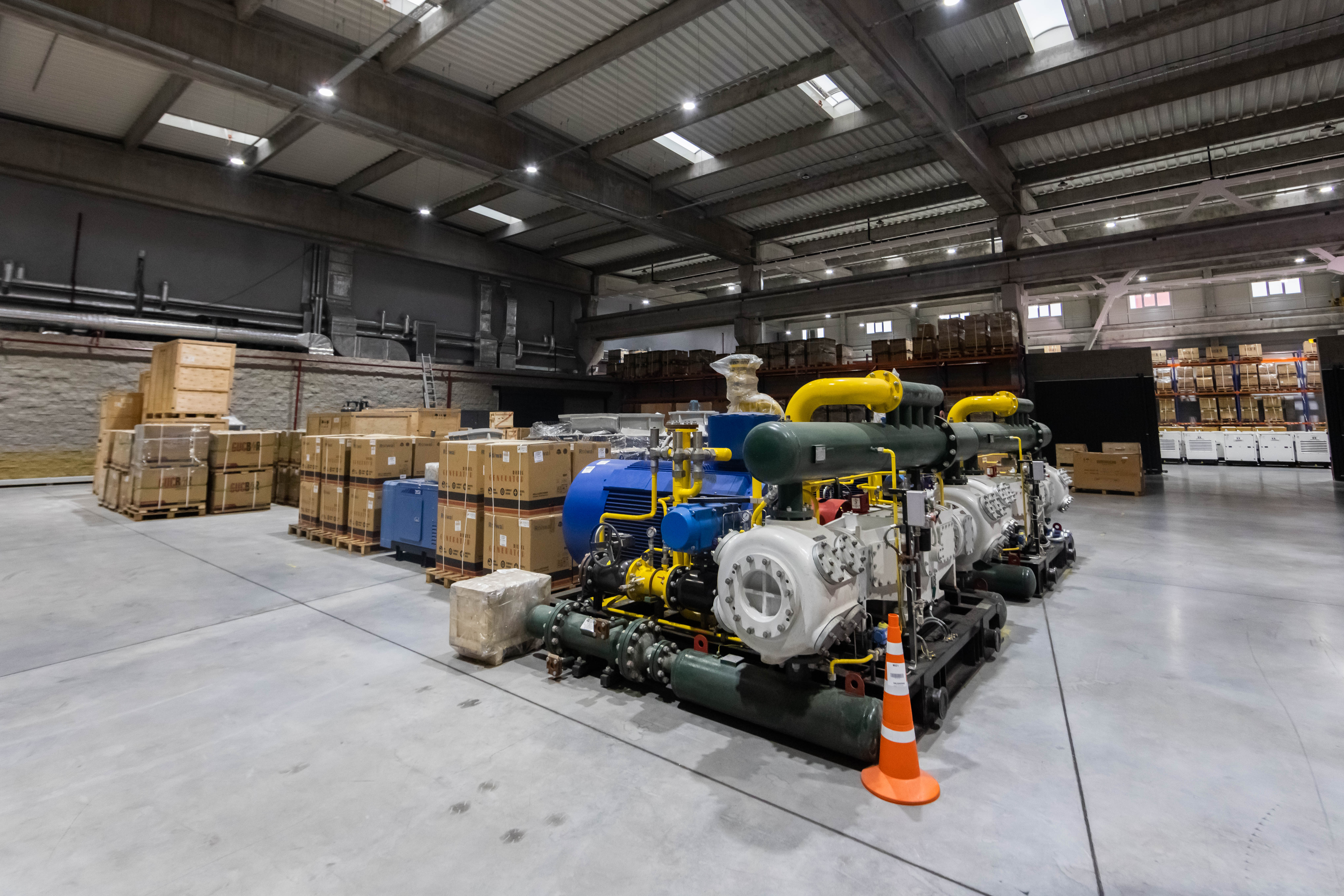
Промислове енергетичне обладнання
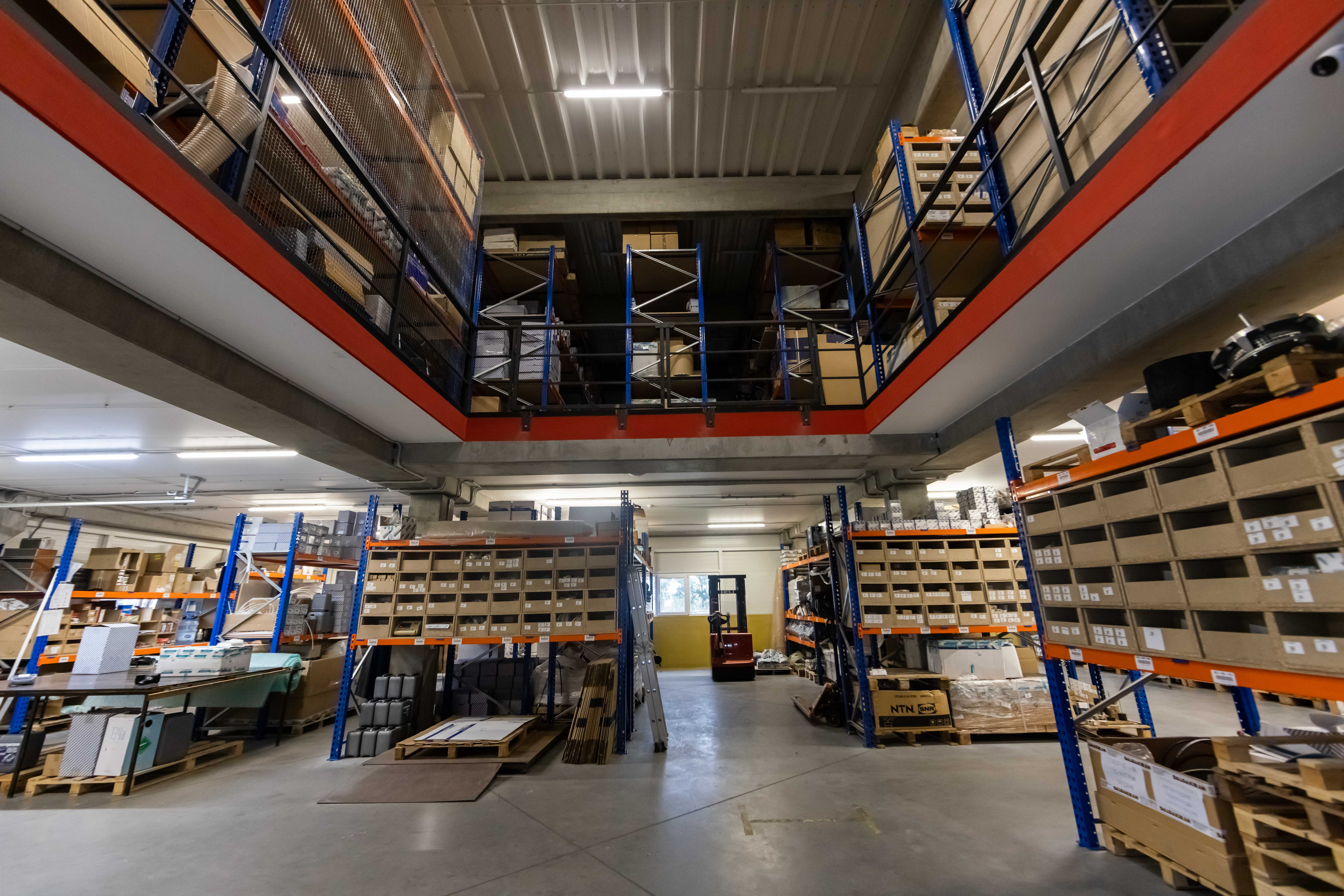
Склад запчастин